# Seeotter
Der Seeotter, Kalan oder Meerotter (Enhydra lutris) ist eine Raubtierart aus der Unterfamilie der Otter (Lutrinae). Er ist neben dem Küstenotter des Südpazifiks die einzige Otterart, die nur im Meer lebt. Seeotter gelten als intelligent und lernfähig, bekannt sind sie vor allem wegen des regelmäßigen Gebrauchs von Werkzeugen. Die Art war bis Anfang des 20. Jahrhunderts wegen ihres Fells fast ausgerottet; nach dem Jagdverbot im Jahr 1911 erholten sich die Bestände wieder. Seeotter gelten heute als eine Schlüsselart.

## Aussehen

### Körperbau

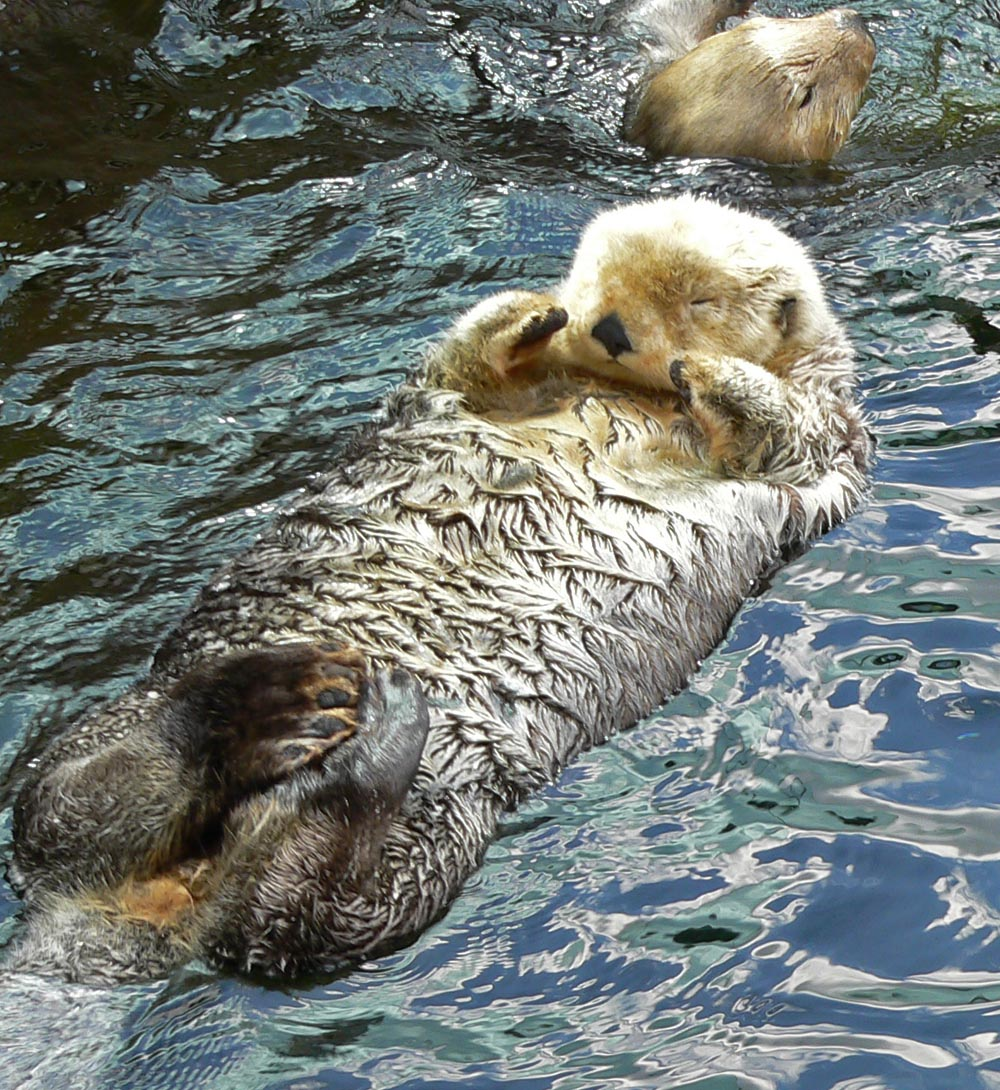
Ruhender Seeotter

Der Seeotter gehört zusammen mit dem längeren, aber leichteren Riesenotter und dem wesentlich hochbeinigeren Vielfraß zu den größten Vertretern der Marderfamilie. Seeotter erreichen eine Länge von bis zu 150 cm, wobei davon etwa 30 cm auf den Schwanz entfallen. Das Gewicht eines männlichen Tieres kann bis zu etwa 40 kg betragen, die Weibchen wiegen weniger und bleiben kleiner. Das Fell ist dunkelbraun, der Kopf etwas heller.
Die Anpassung an das Wasserleben ist bei dieser Art noch stärker als bei anderen Otterarten. Die Hinterbeine sind nach hinten versetzt und die Zehen sind durch große Schwimmhäute verbunden. Die Vorderpfoten sind wesentlich kleiner. In seinen Bewegungsabläufen, sowohl an Wasser als auch Land, ähnelt der Seeotter daher den Ohrenrobben, die die Hinterflossen unter den Körper setzen und deswegen (im Gegensatz zu den Seehunden) auf vier Beinen laufen können. Der Schwanz ist nicht wie bei anderen Ottern rund, sondern abgeflacht und verjüngt sich zur Spitze hin nicht. Die Ähnlichkeiten zu Robben sind entwicklungsgeschichtliche Anpassungen an die gleichen Lebensbedingungen (konvergente Evolution).
Seeotter haben 32 Zähne, was für die Unterfamilie der Otter sehr ungewöhnlich ist. Fast alle anderen Otter haben 36, nur der asiatische Zwergotter 34 Zähne. Als einziges Raubtier hat der Seeotter im Unterkiefer nur zwei Paare Schneidezähne. Außerdem hat er kräftige, massive Backenzähne, die eine Anpassung an das Zerbeißen von Muscheln und Schnecken darstellen.

### Fell

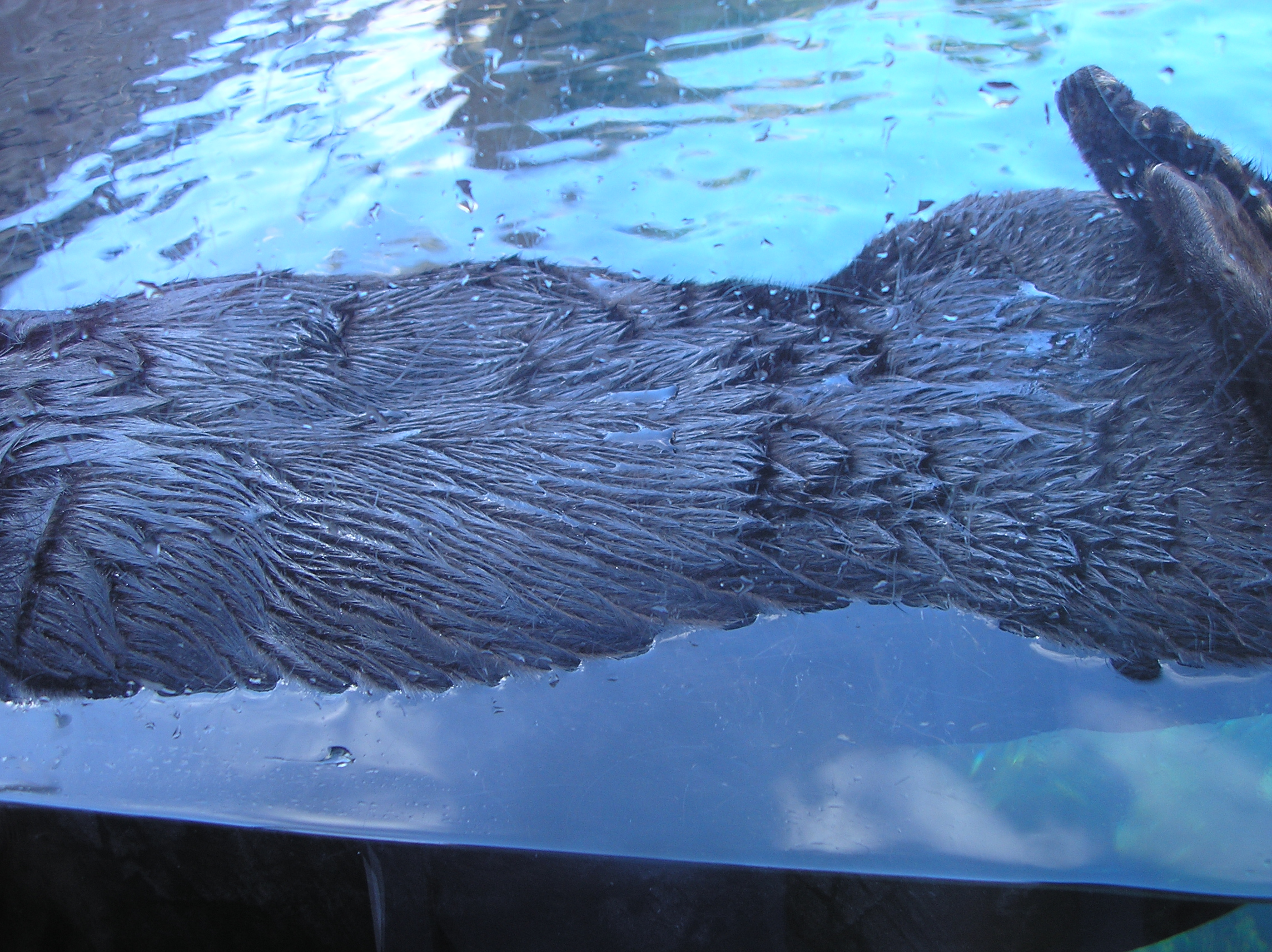
Nasses Fell eines Seeotters. In der Mitte ist erkennbar, dass das Wasser in großen Tropfen abperlt

Der Seeotter hat als einziges im Meer lebendes Säugetier keine isolierende Fettschicht. Stattdessen schützt ihn ein extrem dichtes Fell vor der Kälte des Nordpazifiks. Auf einem Quadratzentimeter wachsen von 100.000 bis 400.000 Haare; etwa so viele, wie ein Mensch durchschnittlich auf dem gesamten Kopf hat. Damit ist der Otter das Tier mit dem dichtesten Fell. Das Fell, das als das feinste im Tierreich gilt, besteht aus gröberen, dunkleren Deckhaaren und einer sehr feinen, hellbraungrauen Unterwolle. Auf ein Haar des Deckfells kommen etwa 70 Haare der Unterwolle. Zwischen den seidigen Haaren sorgen normalerweise winzige, vom Otter regelmäßig in sein Fell geblasene Luftbläschen für eine gute Kälteisolierung. Diese Bläschen sorgen dafür, dass der Otter beim Schwimmen nicht bis auf die Haut nass wird. Die Haut des Fells, das der Otter regelmäßig pflegt, liegt locker am Körper an und bildet Falten und Taschen, in denen Nahrung transportiert werden kann. Durch die zahlreichen Falten ist das Fell deutlich größer als bei vergleichbar großen Tieren. Das Bild unter „Nutzung als Pelztier“ gibt einen ungefähren Eindruck von der Größe des Fells.
Die Fellpflege nimmt bei dieser Art sehr viel Zeit in Anspruch. Die Tiere können oft beobachtet werden, wie sie sich „kratzen“. Dieses Verhalten dient jedoch der Fellpflege. Vorder- und Hinterpfoten werden zum Reinigen auch geleckt. Ältere Tiere haben an Kopf, Hals und Schultern ein blasseres Fell als am übrigen Körper.

Ursprüngliches und heutiges Verbreitungsgebiet des Seeotters

## Verbreitung

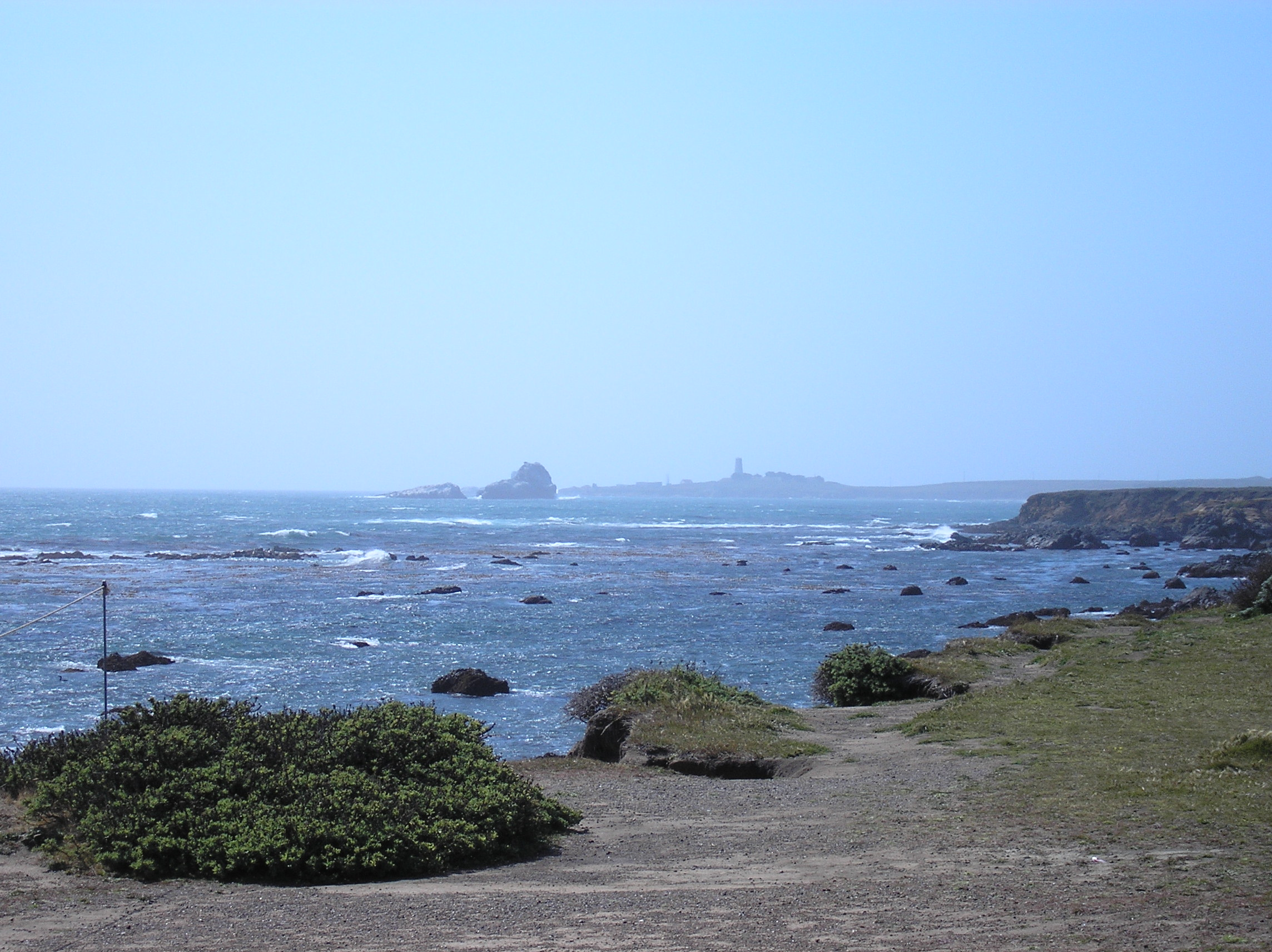
Lebensraum für Seeotter: Felsige Küstenabschnitte in Kalifornien. Braun gefärbte Teile der Wasseroberfläche sind Tangbestände.

Seeotter leben an den Küsten des Beringmeers in Alaska, auf den Aleuten und den Kommandeurinseln; kleinere Bestände auch an der kanadischen und kalifornischen Pazifikküste. Ursprünglich war der Seeotter von Nordjapan über die gesamte Nordpazifikküste bis nach Mexiko (Niederkalifornien) verbreitet. Starke Bejagung hat das Verbreitungsgebiet verkleinert, die Bestände erholen sich allerdings heute dank der Schutzmaßnahmen wieder. Die Südgrenze des ursprünglichen Verbreitungsgebietes deckte sich etwa mit der Südgrenze des Aufstroms von kaltem Tiefenwasser an der amerikanischen Westküste. Nur hier kommen die großen Tangwälder vor, in denen sich der Otter besonders gern aufhält.
Heute ist der Seeotter von der Halbinsel Niederkalifornien und damit von den mexikanischen Küsten völlig verschwunden. In Kalifornien ist er noch präsent, fehlt aber vor Oregon und Washington, wo auch Wiederansiedlungen nicht erfolgreich verliefen. Von der kanadischen Pazifikküste erstreckt sich das Verbreitungsgebiet über Alaska, die Aleuten nach Sibirien. Ursprünglich war er auch an der Nordküste von Hokkaidō (Japan) beheimatet. Seit die Art geschützt ist, breitet sie sich beständig wieder aus.
Nach Norden hin wird das Verbreitungsgebiet offenbar durch die Grenze des Treibeises begrenzt. Das nördlichste gesicherte Vorkommen offensichtlich verdrifteter Seeotter wurde in der ostsibirischen See auf 70 Grad Nord festgestellt.

## Lebensraum
Seeotter verbringen den größten Teil des Lebens im Wasser. Sie verlassen dabei die Küstengewässer nicht und halten sich fast immer in Landnähe auf. Dabei bevorzugen sie felsige Küstenabschnitte.
Seeotter gelten als typische Arten der großen Tangwälder der amerikanischen Pazifikküste, in denen sie häufig auf Nahrungssuche gehen. Schwimmende Tiere können besonders häufig in großen Tangbeständen beobachtet werden.

## Ernährung

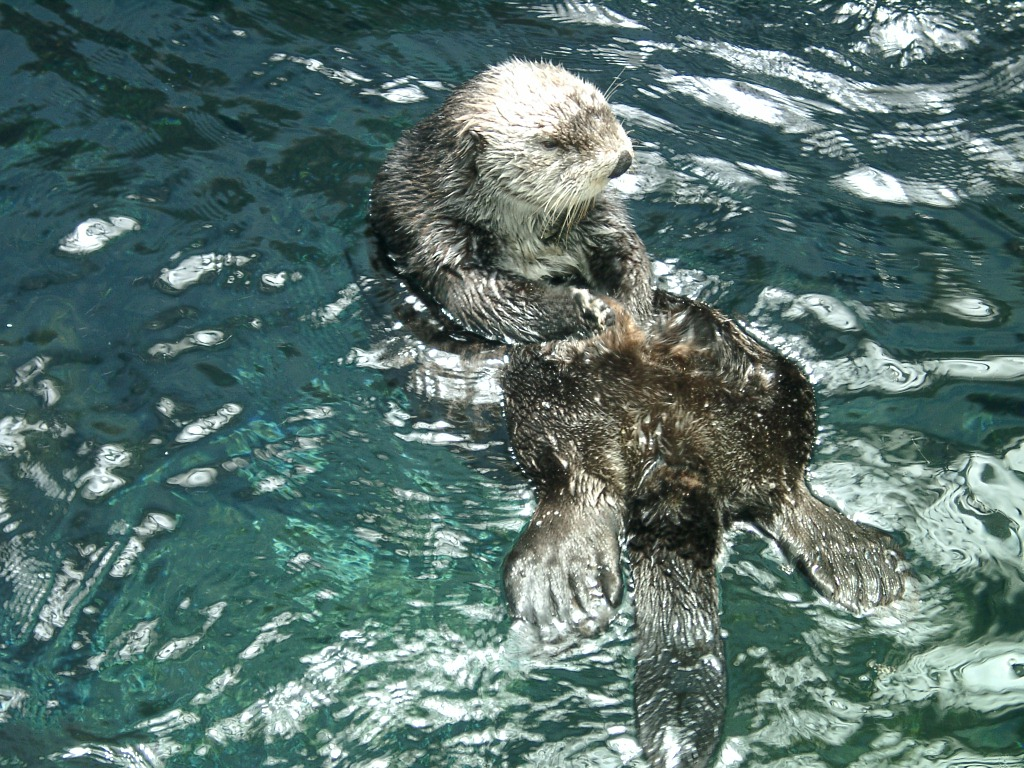
Seeotter beim Knacken einer Muschel

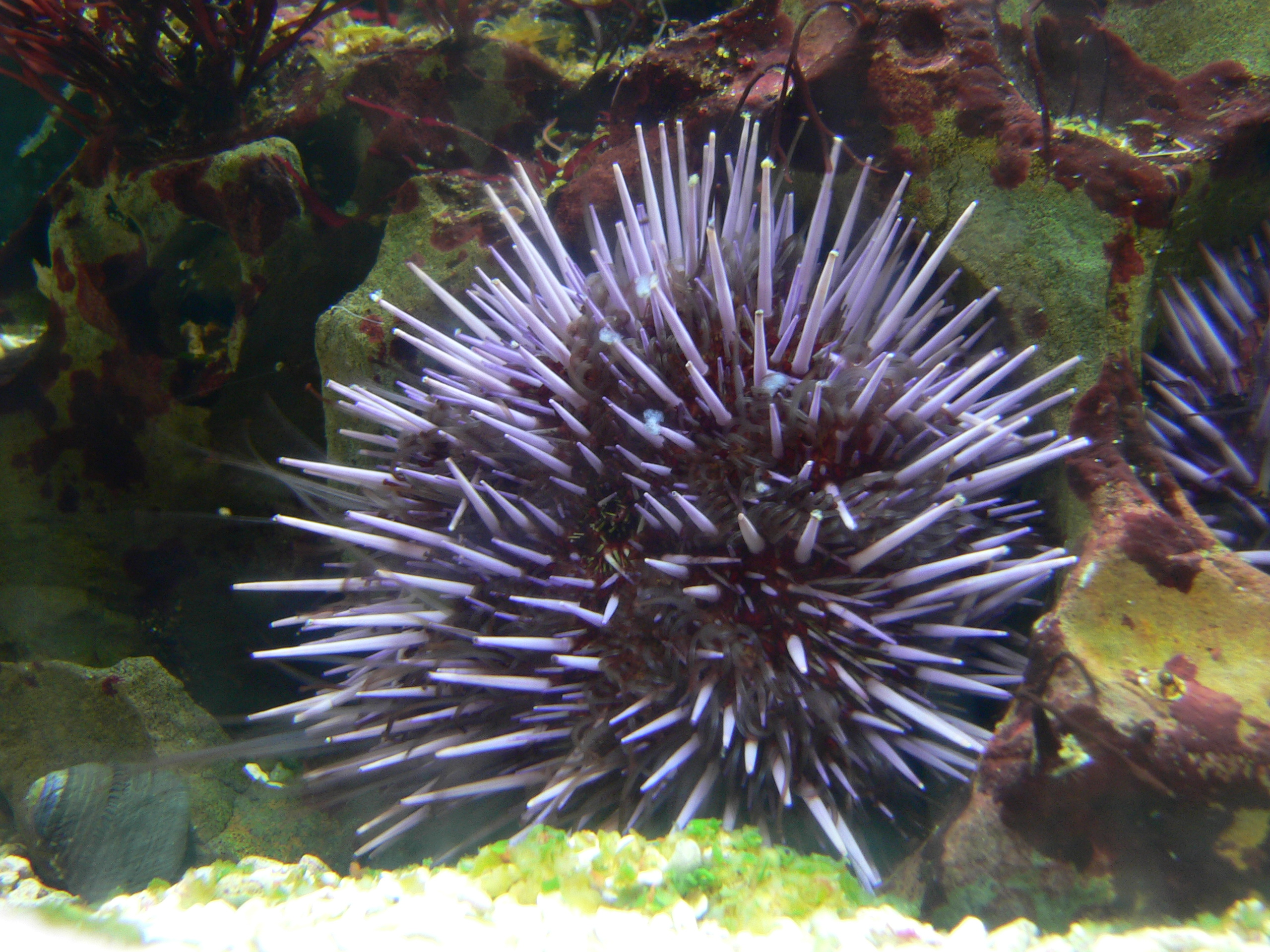
Purpurner Seeigel, eine bevorzugte Beute des Seeotters

### Allgemeines
Der Stoffwechsel des Seeotters ist etwa dreimal höher als bei Landsäugern. Durch diese Anpassung kann er seine Körperinnentemperatur von 38 °C aufrechterhalten, ist so aber andererseits gezwungen, sehr große Mengen energiereicher Nahrung zu sich zu nehmen. Der Hauptteil seiner Nahrung besteht aus Seeigeln, auch Seesterne werden nicht verschmäht, außerdem Muscheln, verschiedenen Arten von Meeresschnecken, zum Beispiel Napf-, Käferschnecken und Seeohren, seltener auch langsam schwimmende Fische. Die Nahrung besteht zu weit über 70 Prozent aus Seeigeln, solange eine Population klein ist. Nähert sich der Bestand an einem Küstenabschnitt aber einem Maximum, so ist die Nahrung weitaus vielfältiger. Allerdings entwickeln einzelne Otter individuelle Vorlieben und spezialisieren sich auf bis zu drei verschiedene Beutetiere.
Einige männliche Tiere scheinen sich zudem auf die Jagd auf Wasservögel (z. B. Renntaucher oder Brillenenten) konzentriert zu haben, die sie von unten angreifen, während die Vögel an der Wasseroberfläche ruhen.

### Werkzeuggebrauch
Die harten Schalen der bevorzugten Beutetiere werden mit Steinen geöffnet, die als Werkzeug benutzt werden. Dazu schwimmt der Otter auf dem Rücken, legt sich einen Stein als Amboss auf die Brust und schlägt die Beute darauf; umgekehrt legt er sich manchmal die Beute auf die Brust und zerschlägt sie mit dem Stein. Das an der Brust nicht fest am Körper anliegende, Falten und Taschen bildende Fell verhindert dabei eine Selbstverletzung. Der Otter benutzt Steine beispielsweise auch, um Muscheln am Meeresgrund loszubrechen. Werkzeuggebrauch bei Tieren ist sonst nur noch von sehr wenigen Arten (z. B. Schimpansen und Rabenvögeln) bekannt. Neben Steinen werden von Seeottern auch andere Gegenstände genutzt. So wurden schon Tiere beobachtet, die Schalentiere an Glasflaschen zerschlugen.
Eine bisher offene Frage ist, wie Seeotter ihren Werkzeuggebrauch erlernen. Offenbar scheint es eine genetische Komponente für ihr Werkzeugverhalten zu geben. So wurde entdeckt, dass verwaiste Seeotter ihr Spezies-typisches Werkzeugverhalten selbst entwickeln, ganz ohne es sich abgucken zu können. Außerdem hat sich gezeigt, dass die meisten (10 von 13, inklusive Seeotter) Otterspezies Stein-Spielverhalten zeigen – ganz ohne dass sie sich gegenseitig beobachtet haben konnten.
Um erbeutete Krabben am Weglaufen zu hindern, während andere Beute gefressen wird, können Seeotter diese Tiere fesseln: Sie umwickeln Krabben mit Seetangsträngen.

### Ökologische Rolle
An der amerikanischen Westküste wurde beobachtet, dass die Otter viel zum Schutz der Tangwälder beitragen, da sie sich in großem Maße von pflanzenfressenden Seeigeln ernähren. Der Einfluss der Otter ist dabei regional sehr unterschiedlich, lässt sich aber vergleichsweise leicht feststellen, da die Tiere inzwischen etliche Gebiete wiederbesiedeln, in denen sie im Zuge der Pelztierjagd (siehe unten) ausgerottet waren.

### Besonderes
Interessant ist die Fähigkeit des Seeotters, unversehrt Meerwasser zu trinken. Seine speziellen, relativ großen Nieren können das überschüssige Salz wieder ausscheiden.

## Lebensweise

### Fortpflanzung
Auch die Paarung findet im Wasser statt und zwar in der für Säugetiere recht seltenen Bauch zu Bauch-Stellung, in der die Tiere sich regelrecht umarmen. Eine Begattung kann bis zu 35 Minuten dauern. Nach Marderart geht es dabei recht grob zu: Begattete Weibchen haben oft Wunden auf der Nase. Dieses Verhalten dient dem Männchen dazu, sich auf dem rutschigen, feuchten Bauchfell des Weibchens besser festzuhalten. Die Schwere der Verletzungen ist von Männchen zu Männchen sehr unterschiedlich.

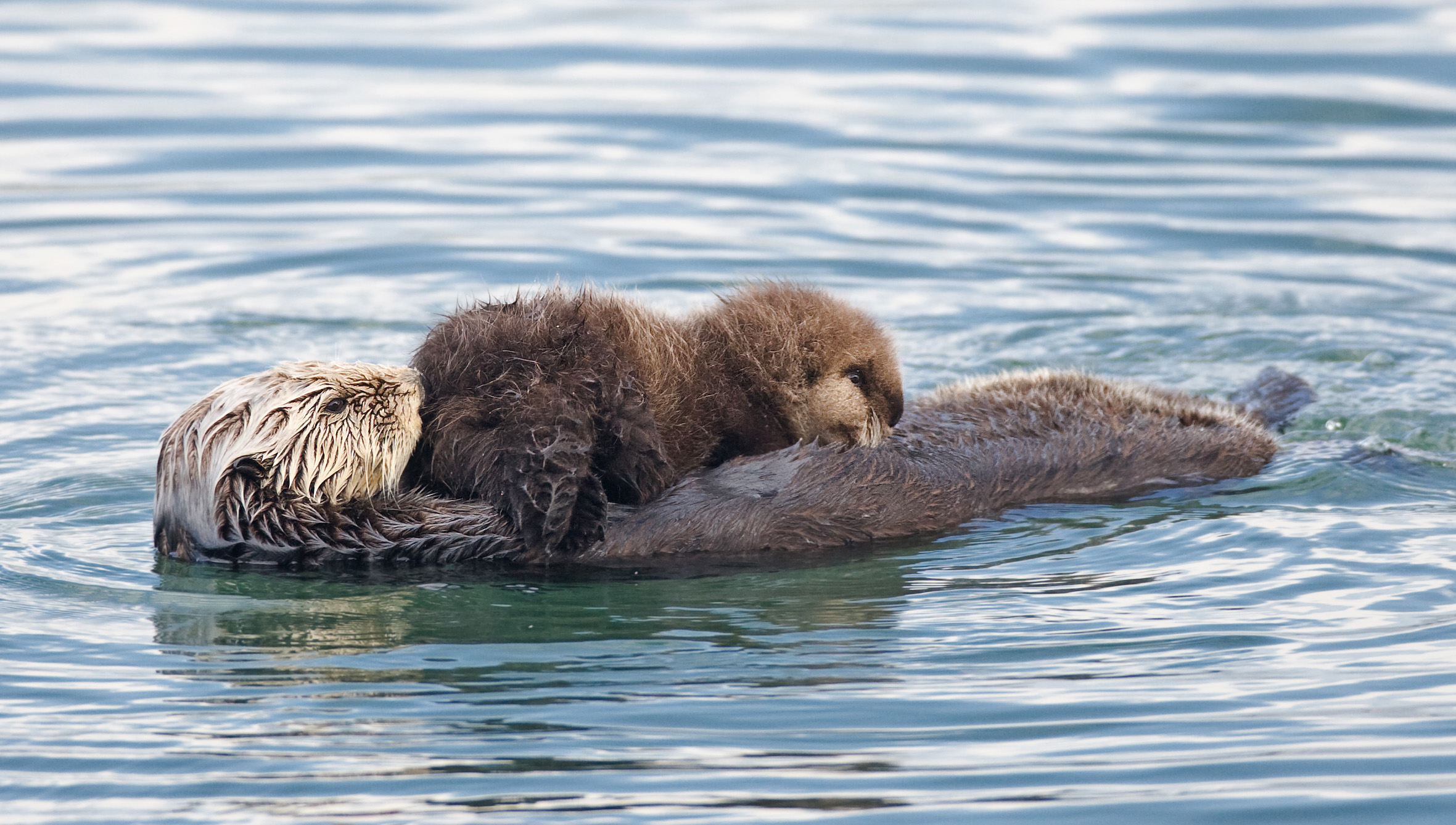
Seeotterweibchen mit Jungtier. Das häufige „Durcharbeiten“ des Fells dient dessen Pflege.

Paarungen können das ganze Jahr über stattfinden, eine große Zahl von Paarungen geschieht allerdings im Sommer und Herbst. Dabei wurde beobachtet, dass Weibchen die Paarungsbereitschaft erlangen, wenn sie gerade ein Junges verlassen oder verloren haben.
Seeotter bilden keine dauerhaften Paare. Männchen und Weibchen bleiben maximal einige Tage zusammen. Während dieser Zeit halten sie aber sehr engen Kontakt durch gemeinsames Fressen, Spielen, Fellpflege und Paarung. Derartige Paare lösen sich auf, wenn das Weibchen trächtig wird. Durch diese Paarbindung mit sehr intensivem Kontakt stellt das Männchen sicher, dass seine Gene weitergegeben werden.
Männchen werden mit fünf, Weibchen mit drei bis fünf Jahren geschlechtsreif. Ältere, stärkere Männchen beanspruchen innerhalb der Ruhezonen der Weibchen Reviere, die sie bewachen und in denen sie andere geschlechtsreife Männchen nur „auf der Durchreise“ dulden. Leben in einem Revier zeitweilig nur wenige paarungsbereite Weibchen, wird das Revier verlassen, die Männchen erweisen sich aber als standorttreu und kehren wieder hierher zurück.
Die Weibchen bringen nach einer Tragzeit von etwa sechs bis neun Monaten pro Wurf nur ein Junges zur Welt, das rund 1,8 Kilogramm wiegt. Die Tragzeit ist variabel, da sie, typisch für Marderartige, eine Keimruhe von unterschiedlicher Länge haben. Die Geburt findet in der Regel im Wasser statt, ist aber auch an Land möglich. Zwillingsgeburten wurden beim Seeotter schon beobachtet, es ist aber äußerst unwahrscheinlich, dass beide Jungen überleben.
Bei der Zahl der Jungen pro Jahr und Weibchen lassen sich regionale Unterschiede beobachten, ebenso bei der Zeit, die die Jungen bei der Mutter bleiben. Letztere ist in Alaska meist länger als in Kalifornien. In Alaska bringt ein Weibchen oft nur alle zwei Jahre ein Junges zur Welt. Die Gründe hierfür sind noch unklar.
Das Junge wird vom im Wasser auf dem Rücken schwimmenden Muttertier gesäugt, während die Mutter das Fell pflegt. Ältere Jungtiere dagegen liegen auch selbst im Wasser und trinken, während sie im rechten Winkel zur Mutter treiben. Die Milch des Seeotters ist, ähnlich wie bei Walen und Robben, sehr fettreich. Ab etwa dem zweiten Lebensmonat beginnt das Junge, das bei der Geburt noch nicht aktiv schwimmen, in seinem flaumartigen Geburtsfell wohl aber treiben kann, zu tauchen und von der Mutter die Nahrungssuche zu lernen. Trotzdem wird es erst nach sechs bis acht Monaten von der Mutter unabhängig.

### Besonderes
Seeotter schlafen im Wasser und umwickeln sich vorher mit Seetang, um nicht abgetrieben zu werden. Auf diese Weise schützen Muttertiere auch ihre Jungen, wenn sie sie während eines Tauchganges an der Wasseroberfläche zurücklassen müssen.
Anders als die meisten anderen Marderarten sind Seeotter keine strengen Einzelgänger. So versammeln sich oft größere Gruppen sowohl in den Tangwäldern vor der Küste wie auch auf den Felsen zur Rast. Eine Seeottergruppe wird im Englischen als raft bezeichnet, was so viel wie Floß bedeutet. Wie schon unter „Fortpflanzung“ angesprochen, sind die Ruhebereiche der Seeotter oft nach Männchen und Weibchen getrennt, wobei die Ruhebereiche der Männchen oft kleiner und dementsprechend dichter besetzt sind. In den Ruhebereichen der Weibchen beanspruchen die Männchen Reviere, in denen sie sich mit den entsprechenden Weibchen paaren.
Es sind mindestens 19 Fälle dokumentiert, in denen in Hafenpopulationen männliche Seeotter juvenile weibliche Seehunde zur Kopulation zwangen, teilweise mit tödlichem Ausgang.

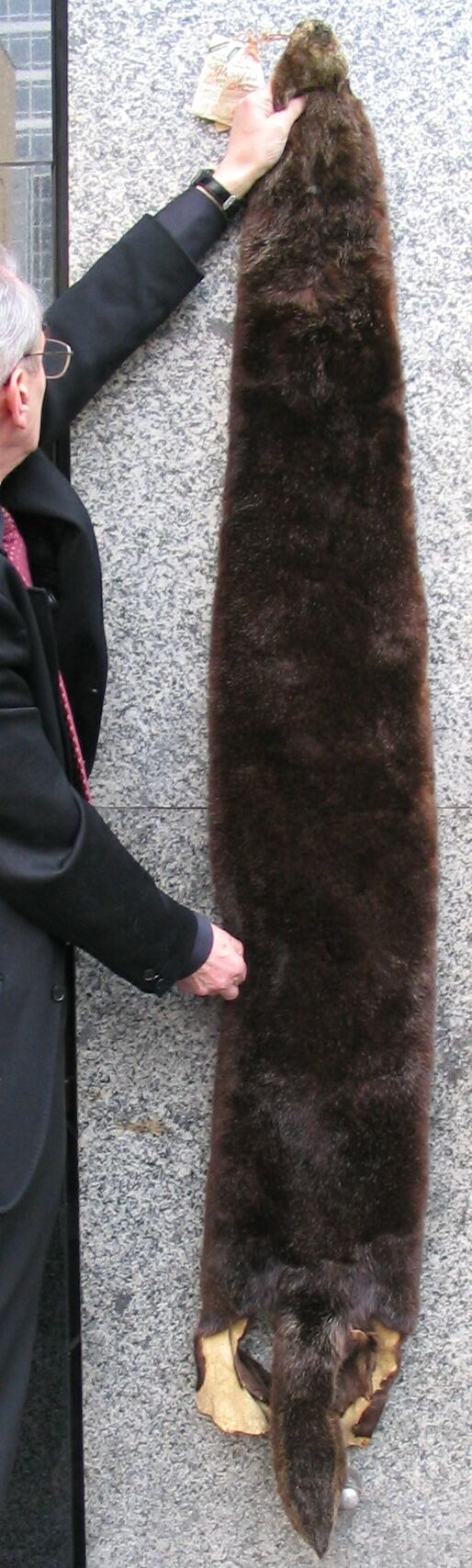
Ein über 50 Jahre altes Seeotterfell. Der Vergleich zur Armspanne eines Menschen gibt einen ungefähren Eindruck von der Größe des Fells.

## Seeotter und Mensch

### Nutzung als Pelztier
Das Seeotterfell ist das dichteste und feinste Fell aller Pelzarten. Neben den feinen, weichen Haaren ist die Dauerhaftigkeit des Pelzes bemerkenswert, der besonders bei chinesischen und russischen Würdenträgern als Mantelbesatz sehr begehrt war. 1741 wurden die Otter bei der Kamtschatka-Expedition Vitus Berings entdeckt, der auch die ersten Felle mitbrachte. Diese neue Einnahmequelle war dem russischen Staat sehr willkommen, zumal der Zobel durch die starke Nachstellung bereits stark dezimiert war. Infolgedessen siedelten sich Pelztierjäger im Osten Sibiriens an. Bis zum Zusammenbruch der Bestände spielte der Seeotter als Wirtschaftsfaktor eine nicht zu unterschätzende Rolle für die Nordpazifikregion, einige Landstriche wurden wegen der Seeotterjagd erst besiedelt.
Obwohl schon 1799 von Russland erste Maßnahmen zum Schutz der Otter getroffen wurden, sanken die Bestände weiter. Nicht zuletzt deshalb wurde Alaska, für das Seeotterfelle ein wichtiger Wirtschaftsfaktor waren, 1867 an die USA verkauft. Dadurch wurden die Schutzmaßnahmen von 1799 unwirksam. Schätzungen besagen, dass in Alaska bis zum Ende der Jagd über 800.000 Seeotter getötet wurden. Ein gutes Fell erlöste in London 1903 einen Preis von 1.100 US-Dollar.
Um 1910 war der Seeotter fast ausgerottet; nur kleine Restbestände hatten sich gehalten. Der Handel mit Seeotterfellen ist, von wenigen Ausnahmen abgesehen, seit 1911 verboten.

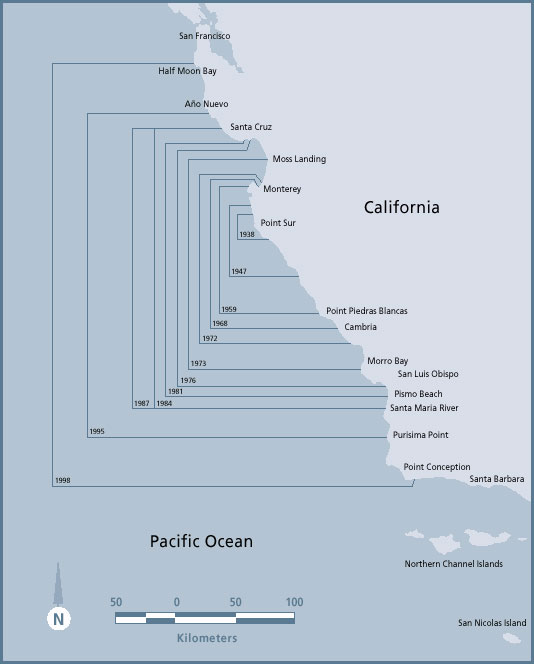
Die Wiederausbreitung des Seeotters an der kalifornischen Küste

### Schutz des Seeotters
Henry Wood Elliott (13. November 1846 – 25. Mai 1930) erforschte, zeichnete und beschrieb die grausame Jagd auf den Pribilof-Inseln (Aleuten) und entwarf ein Schutzabkommen im Jahre 1905. 1911 schlossen dann Japan, Russland, die Vereinigten Staaten und Großbritannien (damals noch als Kolonialmacht Kanadas) das sogenannte Fur Seal Treaty, das neben dem Seeotter auch die gleichermaßen durch die Pelzjagd stark gefährdeten Seebären schützen sollte. Seitdem nahmen die Bestände wieder zu. Von etwa 1000 Seeottern im Jahr 1910 ist der Bestand heute wieder auf etwa 107.000 Tiere angewachsen. Ende der 1960er-Jahre wurden in Alaska noch einmal wenige tausend Tiere erlegt – hauptsächlich auf Betreiben der Fischer, die in den Ottern nach wie vor Konkurrenten sehen. In Alaska steigen die Bestände bis heute an.
Der Kalifornische Seeotter galt lange Zeit als ausgestorben. Zwar waren 1915 bei Point Sur wieder 32 Otter beobachtet worden, die Entdeckung wurde allerdings geheim gehalten. Erst 1938, bei Eröffnung des Pacific Coast Highway zwischen Monterey und San Simeon, wurde ein kleiner Bestand an der berühmten Bixby Creek Bridge der Öffentlichkeit bekannt. Heute leben in Kalifornien wieder rund 3000 Tiere.

### Heutige Wahrnehmung
Der Seeotter gilt heute als possierlich und liebenswert. Er steht Modell für Plüschtiere, T-Shirts, Postkarten und Fotos. Zeichnungen von auf dem Rücken im Wasser treibenden Seeottern zieren Bildbände, Gruß- und Glückwunschkarten. Hier spielt eine nicht unwesentliche Rolle, dass auf dem Rücken liegende Seeotter oft die Vorderpfoten so heben, dass der Eindruck entsteht, sie würden „winken“. An der Monterey Bay gelten die Kalifornischen Seeotter heute als Touristenattraktion und werden in zahlreichen Prospekten und Reiseberichten erwähnt. Darstellungen des Seeotters aller Art sind häufig angebotene Souvenirs an der kalifornischen Pazifikküste.
Dem Menschen gegenüber sind Seeotter ausgesprochen zutraulich, was ihnen während der „großen Jagd“ vor 1911 oft zum Verhängnis wurde. In Monterey schwimmen die Otter bis weit in den Hafen und suchen sogar zwischen den Segelbooten nach Futter.

### Heutige Gefährdung
Eine große Gefahr für Seeotter sind die immer wieder vorkommenden Ölverschmutzungen. Die durch die Exxon Valdez ausgelöste Ölpest von 1989 tötete etwa 5000 Seeotter. Das Öl verklebt das Fell und macht es wasserdurchlässig. Bei Reinigungsversuchen nimmt der Körper zusätzlich das giftige Öl auf. Außerdem schädigen Umweltgifte wie PCB, die sich stark anreichern in den fettreichen Tieren, welche die Nahrung der Seeotter bilden. Dies führt insbesondere bei erwachsenen Tieren zu einer Degeneration des Gehirns, so dass die Tiere die Jagd und den Umgang mit ihren Werkzeugen verlernen und verhungern. Ziehen die betroffenen Tiere Junge auf, so erleiden diese das gleiche Schicksal. Um die Folgen dieser Sterblichkeit abzumildern, wurden verwaiste Otterjunge in einer Spezialabteilung des Monterey Bay Aquarium aufgezogen. Diese Aktivitäten wurden inzwischen eingestellt, da man die „ganze Spezies“ und nicht einzelne Tiere in den Mittelpunkt der Bemühungen um den Erhalt der Art stellen möchte.
Nachdem Seeotter heute einigermaßen wirksam geschützt sind, ist der Große Schwertwal der Feind, dem die meisten Otter zum Opfer fallen. Normalerweise jagt er Robben; da jedoch deren Bestände aufgrund der Fischarmut ebenfalls gesunken sind, ernährt er sich nun auch von kleineren Mardern. Auch weiße Haie erbeuten hin und wieder Seeotter. Gelegentlich kommt es auch noch zu illegalen Tötungen einzelner Seeotter.
Eine große Gefährdung geht außerdem von Algenblüten aus. Giftstoffe bestimmter Kieselalgen reichern sich in den Schalentieren an, die der Otter frisst. Während sie seinen Beutetieren selbst nichts ausmachen, erkrankt oder stirbt der Seeotter jedoch an Giften. Eine weitere Gefahr ist Toxoplasma gondii, ein einzelliger Parasit, der bei Meeressäugern schwere Hirnschäden hervorruft, während er für Landsäuger zumeist ungefährlich ist. Die entsprechenden Keime gelangen insbesondere über Fäkalien ins Meer. Aus diesem Grund wird zum Beispiel in Kalifornien sehr intensiv dazu aufgerufen, Katzenfäkalien nicht über die Toilette zu entsorgen.
Im Winter 2006/2007 verhungerten in Westalaska viele Seeotter, weil ihre Nahrungsgründe, die Meeresküsten, großflächig zugefroren waren. Die schwachen, ausgehungerten Tiere wanderten auf Nahrungssuche kilometerweit in die Tundra, wo sie zur leichten Beute von Wölfen wurden. Außerdem wurden viele von ihnen wegen des Fells von den Ureinwohnern der Aleuten geschlachtet. Den Ureinwohnern Nordamerikas ist die Subsistenzjagd auf Seeotter nach wie vor erlaubt.

### Haltung in Gefangenschaft

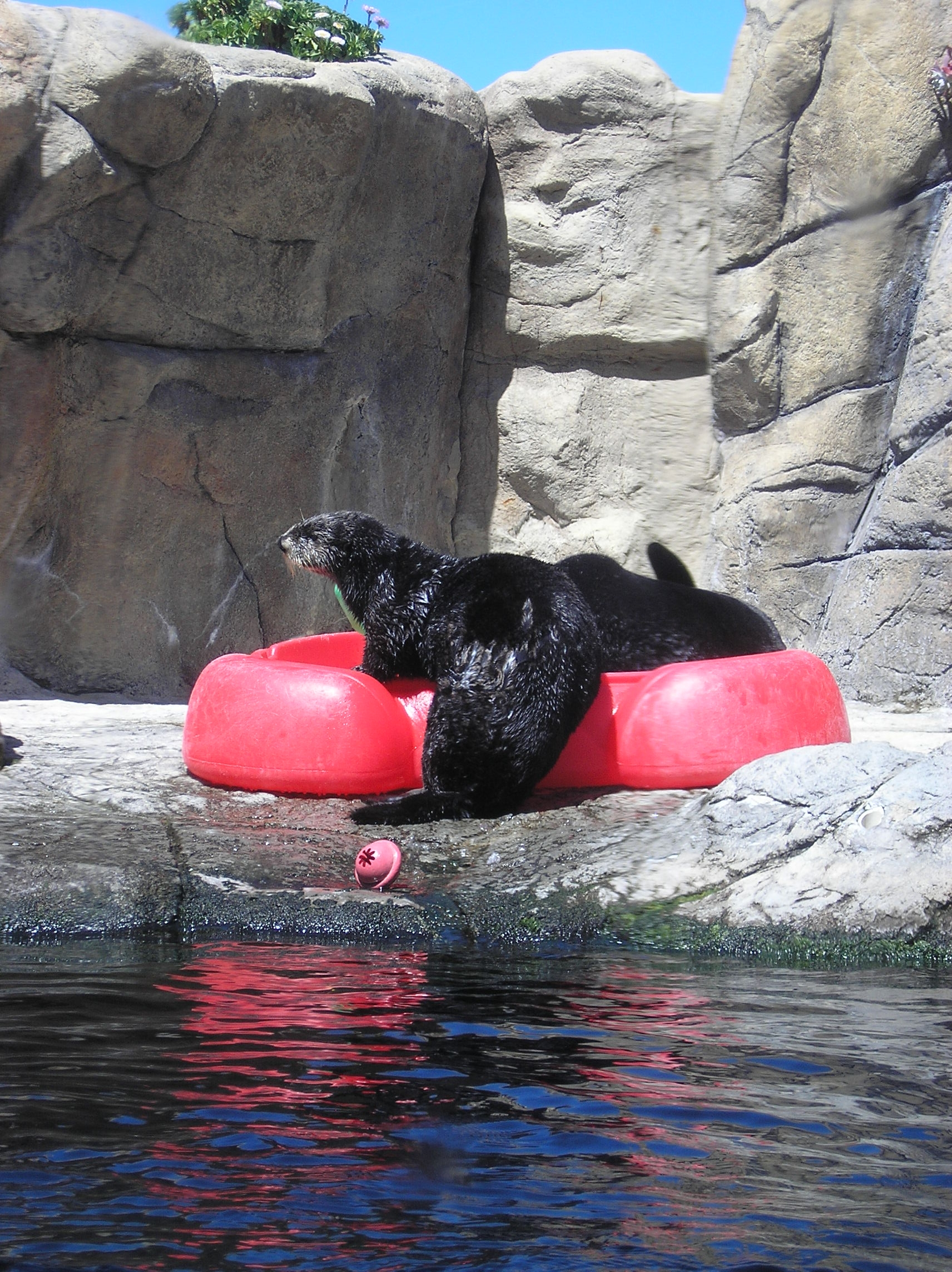
Seeotter in Gefangenschaft beim Spielen an Land. Körperhaltung und Stellung der Hinterpfoten ähneln den Seelöwen

Außerhalb ihrer Heimat sind Seeotter nur selten in Zoos anzutreffen. Eine Gruppe Seeotter gehört zu den großen Attraktionen des Monterey Bay Aquarium in Kalifornien. Auch das Aquarium of the Pacific in Long Beach und das Aquarium im kanadischen Vancouver zeigen Seeotter, ebenso wie weitere Zoos und Aquarien in den Vereinigten Staaten. In Europa waren sie im Zoo Antwerpen sowie im Diergarden Blijdorp in Rotterdam zu sehen. Gegenwärtig findet man die Seeotter „Odi“ und „Kasi“ im Ozeaneum in Lissabon. In Lissabon wurden bereits Jungtiere geboren und aufgezogen. Im Nationalen Dänischen Aquarium Den Blå Planet in Kopenhagen lebt das Seeotterpärchen „Mojoe“ und „Agnes“ sowie die beiden jüngeren Seeotter „Dixon“ und „Riggs“. Im National Sea Life Centre Aquarium in Birmingham befinden sich im Jahr 2023 zwei Seeotter, „Ozzy“ und „Ola“.
Auch in Brest werden Seeotter im dortigen Océanopolis gehalten.
Zootiere werden nach Angaben des Antwerpener Zoos mit Fischfilets, Schalentieren, Krabben und Tintenfisch gefüttert. Die Fütterung mit geschlossenen Muscheln führt zu Problemen, da die Otter schnell lernen, sie zum Öffnen gegen Glasscheiben zu schlagen, die daran Schaden nehmen. Die Fütterung mit geschlossenen Muscheln findet deshalb in den Stallungen der Tiere statt. Allerdings wurde schon beobachtet, dass die Otter Muscheln in ihren Felltaschen versteckten und mit ins Schaubecken nahmen.
Große Bekanntheit im Internet erlangte Seeotter „Joey“, der im Juli 2020 in Kyuquot (Vancouver Island) als Waisentier gefunden und vom Marine Mammal Rescue Center aufgepäppelt wurde. Nach 33 Tagen kam er ins Vancouver Aquarium. Von seiner Zeit im Marine Mammal Rescue Center und der hinter den Kulissen im Vancouver Aquarium wurden regelmäßig Videos via Youtube gestreamt. Nachdem er mit den im Vancouver Aquarium lebenden Ottern bekannt gemacht und in die beiden Seeotter-Habitate des Aquariums überstellt wurde, wurde ein Livestream der beiden Seeotter-Habitate auf Youtube und später auf Twitch ins Leben gerufen. Der Kanal auf Twitch hat mehr als 250.000 Follower und eine aktive Community auf Discord. Mehrere Internetportale griffen Joeys Geschichte auf und machten ihn und seine Mitbewohner zu Internetstars.

## Systematik

### Externe Systematik
Der Seeotter ist von den anderen Ottern so verschieden, dass man ihm lange eine exklusive Sonderstellung einräumte. Dies ging sogar so weit, dass eine nähere Verwandtschaft zu den Hundsrobben angenommen wurde. Oft ist es üblich gewesen, ihn in einem eigenen Tribus Enhydrini von den anderen Ottern abzugrenzen. Den morphologischen Analysen von Berta und Morgan zufolge bilden der Seeotter zusammen mit den fossilen Gattungen Enhydritherium und Enhydriodon eine Klade, die allen anderen Ottern als Schwestergruppe gegenübersteht. Zu einem anderen Schluss kamen Koepfli und Wayne nach molekulargenetischen Analysen des mitochondrialen Cytochrom-b-Gens von neun Otterarten. Nach ihren Ergebnissen kam es zur Abspaltung des Seeotters erst nach den Abzweigungen des Riesenotters und der Neuweltotter. Somit ist der Seeotter enger mit den altweltlichen Ottern verwandt. Das Alter des zum Seeotter führenden Zweiges wird auf 13 Millionen Jahre geschätzt. Seine Position im Kladogramm ist demnach wie folgt:
|  | Neuweltotter                                                                  |
|  |                                                                               |
|  | \| \| Seeotter \| \| \| \| \| \| Altwelt-, Finger- und Zwergotter \| \| \| \| |
|  |                                                                               |
|  | Seeotter                                                                      |
|  |                                                                               |
|  | Altwelt-, Finger- und Zwergotter                                              |
|  |                                                                               |

|  | Seeotter                         |
|  |                                  |
|  | Altwelt-, Finger- und Zwergotter |
|  |                                  |

|  | Neuweltotter                                                                  |
|  |                                                                               |
|  | \| \| Seeotter \| \| \| \| \| \| Altwelt-, Finger- und Zwergotter \| \| \| \| |
|  |                                                                               |
|  | Seeotter                                                                      |
|  |                                                                               |
|  | Altwelt-, Finger- und Zwergotter                                              |
|  |                                                                               |

|  | Seeotter                         |
|  |                                  |
|  | Altwelt-, Finger- und Zwergotter |
|  |                                  |

### Unterarten
Über die ursprünglichen Unterarten vor der „großen Jagd“ ist nichts bekannt. Innerhalb der verbliebenen und heute wieder erstarkten Bestände unterscheidet man drei Unterarten:
- Der Asiatische Seeotter (Enhydra lutris gracilis) lebt auf den Kurilen, an der Küste von Kamtschatka sowie auf den Kommandeurinseln. Er gilt als kleinste Unterart.

- Der Alaska-Seeotter (E. l. lutris) lebt an den Küsten Alaskas und auf den Aleuten. Es handelt sich um die heute zahlreichste Unterart, von denen auch einige an der Küste von British Columbia und Südalaska wieder angesiedelt wurden. Alaska-Seeotter ernähren sich vergleichsweise häufig von bodenlebenden Fischen und kommen öfter zum Rasten an Land als die anderen Unterarten. Die Benennung der asiatischen und der alaskanischen Unterart ist unter Zoologen umstritten.

- Der Kalifornische Seeotter (E. l. nereis) war lange an der gesamten US-Westküste bis hin nach Niederkalifornien beheimatet. Bereits ausgestorben geglaubt wurden 1938 weniger als 100 Tiere nahe Carmel wiederentdeckt (s. o.). Auch wenn die Bestände sich wieder erholen, gilt diese Unterart immer noch als die seltenste. Zwar breiten sich die Otter entlang der kalifornischen Küste weiter aus, doch die Zahl der Tiere nimmt kaum noch zu. Neben der Umweltverschmutzung wird der zunehmende Jagddruck durch Schwertwale als Grund diskutiert. Die kalifornischen Otter fressen wesentlich seltener Fisch als ihre Verwandten in Alaska und neigen stärker zum Werkzeuggebrauch. Außerdem kommen sie seltener an Land.